# Gallicolumba
Genre
Gallicolumba est un genre d'oiseaux comprenant des espèces qui ont pour nom normalisé gallicolombes.

## Liste des espèces
D'après la classification de référence (version 7.2, 2017) du Congrès ornithologique international (ordre phylogénique) :
- Gallicolumba tristigmata – Gallicolombe tristigmate
- Gallicolumba rufigula – Gallicolombe à poitrine d'or
- Gallicolumba luzonica – Gallicolombe poignardée
- Gallicolumba crinigera – Gallicolombe de Bartlett
- Gallicolumba platenae – Gallicolombe de Mindoro
- Gallicolumba keayi – Gallicolombe de Negros
- Gallicolumba menagei – Gallicolombe de Tawi-Tawi

Une espèce n'est plus reconnue par aucune autorité taxinomique :
- †Gallicolumba norfolciensis